# Mjaft
MJAFT! (na língua albanesa significa basta) é uma organização não-governamental na Albânia que tem por objetivo chamar à atenção e consciencializar politicamente os problemas sociais enfrentados na Albânia. MJAFT! cresceu de um esforço de estudantes e outros voluntários, influenciados pelos sérvios OTPOR.
O maior objetivo do MJAFT! é atualmente tentar melhorar:
- Cuidados com a saúde e serviços de Educação.
- Feudos de sangue.
- Trafico e crime Organizado.
- Pobreza e desemprego.
- Discriminação contra a mulher e grupo minoritários.
- Combate a Irresponsabilidade Política e corrupção Política.
- Degradação ambiental.
- A falta de progresso e a integração.